# Rắn hổ mang Samar
Rắn hổ mang Samar, còn được gọi là rắn hổ mang Peters, rắn hổ mang miền nam Philippines hay rắn hổ mang Visaya (danh pháp hai phần: Naja samarensis), là một loài rắn hổ mang có nọc độc rất cao có nguồn gốc từ các nhóm đảo Visayas và Mindanao của Philippines. Loài này được Peters mô tả khoa học đầu tiên năm 1861.. Chúng có nọc độc mạnh thứ ba trong chi hổ mang thực sự (chỉ kém loài hổ mang Caspi và hổ mang miền bắc Philippines).